# Смерть под парусом (фильм)
«Смерть под парусом» (латыш. Nāve zem buras) — советский двухсерийный художественный фильм режиссёра Ады Неретниеце, снятый на Рижской киностудии в 1976 году. Картина снята по мотивам одноимённого романа британского писателя Чарльза Перси Сноу.

## Сюжет
Преуспевающий врач-онколог, доктор Роджер Миллз, пригласил компанию своих друзей провести время на его яхте. В гостях у Миллза были: молодой врач Уильям Гарнет, работающий в клинике Миллза, клубный завсегдатай Иен Кейпл, Филипп Уэйд — сын судостроительного магната, со своей подругой Тони Гилмор, мисс Эвис Лоринг со своим женихом Кристофером Тэрентом.
Через несколько дней Миллз найден убитым выстрелом в сердце. За расследование принимается местный полицейский сержант Берелл и спешно вызванный на подмогу приятель Иена Кейпла мистер Финбоу. В процессе следствия Финбоу выясняет, что пятеро из шести гостей на яхте имели возможность совершить убийство, причём у каждого были на то свои причины. Из числа подозреваемых исключён лишь Иен Кейпл, он прибыл на яхту последним, вечером, накануне убийства и не мог знать распорядка дня на яхте, а убийца должен был обладать этой информацией. Сержант Берелл ведёт следствие своим путём, он строго следует инструкциям и держит в страхе всю компанию. По его мнению, главный подозреваемый — Иен Кейпл, но основано это подозрение лишь на том, что Кейпл значительно старше остальных. Для установления истины Финбоу также собирает информацию и об убитом. Выясняется, что личность Роджера Миллза не достойна никаких симпатий и причиной его убийства могло стать то, что он шантажировал своего будущего убийцу, использовав при этом врачебную тайну. Тем временем приходит неожиданная новость: сержант Берелл достаёт со дна реки орудие убийства — пистолет, который привязан верёвкой к судовому журналу. На основании этого Берелл заключает: Миллз не убит, а покончил с собой. Вся компания решает отпраздновать такое удачное разрешение дела, но Финбоу портит «праздник», разоблачая убийцу.

## В ролях
- Марианна Вертинская — Эвис Лоринг
- Мирдза Мартинсоне — Тони Гилмор (озвучивание — Лариса Данилина)
- Николай Крюков — Иен Кейпл (озвучивание — Виктор Рождественский)
- Антанас Барчас — мистер Финбоу (озвучивание — Артём Карапетян)
- Гирт Яковлев — Кристофер Тэрент (озвучивание — Сергей Малишевский)
- Лембит Ульфсак — Уильям Гарнет (озвучивание — Алексей Инжеватов)
- Янис Паукштелло — Филипп Уэйд (озвучивание — Валентин Смирнитский)
- Эльза Радзиня — миссис Тафтс (озвучивание — Римма Маркова)
- Кальё Кийск — сержант Берелл (озвучивание — Андрей Тарасов)
- Ольгерт Дункерс — Роджер Миллз (озвучивание — Эдуард Изотов)

## Съёмочная группа
- Автор сценария: Виктор Лоренц
- Режиссёр-постановщик: Ада Неретниеце
- Оператор-постановщик: Мартыньш Клейнс
- Композитор: Раймонд Паулс